# Dark Nights: Metal
Dark Nights: Metal (no Brasil: Noite de Trevas: Metal) é um crossover de HQs originalmente publicado pela DC Comics nos Estados Unidos entre junho de 2017 e abril de 2018. É constituído pela minissérie epônima em seis edições, além de diversas publicações complementares relacionadas à trama principal. O roteiro foi escrito por Scott Snyder, com arte de Greg Capullo, Jonathan Glapion e FCO Plascencia. A história apresenta estreita ligação com a fase de Snyder e Capullo à frente da revista Batman durante o relançamento Os Novos 52.
A narrativa envolve Batman descobrindo o Multiverso das Trevas, que existe sob o multiverso principal da DC. Surgem evidências de que ambos os multiversos estão conectados através de misteriosos metais que Batman encontrou ao longo dos anos. Suas investigações acabam resultando na libertação de sete versões malignas de si mesmo, oriundas do Multiverso das Trevas. Estas variantes nefastas de Batman são lideradas pelo deus sombrio Barbatos, cujo intento é fomentar as trevas por todas as Terras.
No Brasil, a minissérie foi publicada pela Panini (intitulada Noites de Trevas: Metal) e contou com um box especial chamado Noites de Trevas - Metal x Sepultura. A caixa trazia, além da minissérie: uma ilustração exclusiva de Rafael Albuquerque com o personagem Batman-Que-Ri ao lado da banda de heavy metal Sepultura; um pôster com a ilustração; uma revista com detalhes da série; e entrevistas com Andreas Kisser (sobre a participação da banda no projeto) e Rafael Albuquerque. Esse box ganhou, em 2019, o 31º Troféu HQ Mix na categoria "melhor projeto gráfico".